# Sheryn Regis
Sheryn Mae Poncardas Regis (* 26. listopadu 1980, Carcar, Cebu, Filipíny) je filipínská zpěvačka a herečka. Narodila se na Filipínách jako nejstarší dítě v rodině. Má dva mladší bratry. V roce 2010 se přestěhovala do Spojených států. Celosvětovou popularitu přineslo zpěvačce úspěšné vystoupení ve filipínské pěvecké soutěži Star in a Million (2003). To jí pomohlo dostat se na hudební výsluní a nahrát desku. Nyní její jméno zdobí přívlastek “Křišťálový hlas Asie“ (anglicky The Crystal Voice of Asia).